# Temnora
Temnora is een geslacht van vlinders uit de onderfamilie Macroglossinae van de familie pijlstaarten (Sphingidae).

## Soorten
- T. albilinea Rothschild, 1904
- T. angulosa Rothschile & Jordan, 1906
- T. argyropeza (Mabille, 1879)
- T. atrofasciata (Holland, 1889)
- T. avinoffi Clark, 1919
- T. bafutiana Darge, 2011
- T. bouyeri Cadiou, 2003
- T. burdoni Carcasson, 1968
- T. camerounensis Clark, 1923
- T. cinerofusca Strand, 1912
- T. crenulata (Holland, 1893)
- T. curtula Rothschild & Jordan, 1908
- T. dierli Cadiou, 1997
- T. elegans (Rothschild, 1895)
- T. elisabethae Hering, 1930
- T. engis Jordan, 1933
- T. eranga (Holland, 1889)
- T. fumosa (Walker, 1856)
- T. funebris (Holland, 1893)
- T. grandidieri (Butler, 1879)
- T. griseata Rothschild & Jordan, 1903
- T. hollandi Clark, 1920
- T. iapygoides (Holland, 1889)
- T. inornatum (Rothschild, 1894)
- T. kaguru Darge, 2004
- T. kala Darge, 1975
- T. leighi Rothschild & Jordan, 1915
- T. livida Holland, 1889
- T. magambana Darge, 2011
- T. manengouba Darge, 1973
- T. marginata (Walker, 1856)
- T. masungai Darge, 2009
- T. merukilia Darge, 2011
- T. mirabilis Talbot, 1932
- T. murina Walker, 1856
- T. namaqua Rothschild & Jordan, 1903
- T. natalis Walker, 1856
- T. neodentata Darge, 2011
- T. nephele Clark, 1922
- T. nitida Jordan, 1920
- T. ntombi Darge, 1975
- T. palpalis Rothschild & Jordan, 1903
- T. peckoveri (Butler, 1876)
- T. plagiata Walker, 1856
- T. probata Darge, 2004
- T. pseudopylas (Rothschild, 1894)
- T. pylades Rothschild & Jordan, 1903
- T. pylas (Cramer, 1779)
- T. radiata (Karsch, 1893)
- T. rattrayi Rothschild, 1894
- T. reutlingeri (Holland, 1889)
- T. robertsoni Carcasson, 1968
- T. rungwe Darge, 2004
- T. sardanus (Walker, 1856)
- T. scitula (Holland, 1889)
- T. scheveni Carcasson, 1968
- T. spiritus (Holland, 1893)
- T. stevensi Rothschild & Jordan, 1903
- T. subapicalis Rothschild & Jordan, 1903
- T. subrubra Darge, 2011
- T. swynnertoni Stevenson, 1938
- T. trapezoidea Clark, 1935
- T. turlini Darge, 1975
- T. uluguru Darge, 2004
- T. wollastoni Rothschild & Jordan, 1908
- T. zantus Herrich-Schaffer